# الرومانية الكاثوليكية في التشيك

كاتدرائية القديس فيتوس في قلعة براغ.

كانت الكاثوليكية الشكل الرئيسي للمسيحية التي مارسها التشيك بعد تحولهم القسري تحت حكم آل هابسبورغ، وخلال القرنين الثامن عشر والتاسع عشر، وفي عام 1910 كان 96.5% من سكان التشيك رومان كاثوليك. بدأ انخفاض عدد الكاثوليك في التشيك بعد الحرب العالمية وتفكك الإمبراطورية النمساوية المجرية بسبب الحركة الشعبيَّة المعادية للنمسا ولرجال الدين. خلال توحيد تشيكوسلوفاكيا في ظل النظام الشيوعي، صادرت الحكومة معظم ممتلكات الكنيسة، على الرغم من أن بعضهم عاد لاحقًا. بعد سقوط النظام الشيوعي، في عام 1991 كان حوالي 39.0% من التشيك كاثوليك، ولكن الإيمان استمر في الانخفاض السريع منذ ذلك الحين. واعتبارًا من عام 2011 كان فقط 10.5% من التشيك يعتبرون أنفسهم كاثوليك، وهي نسبة تقرب من نسبة الكاثوليك في إنجلترا ذات الأكثرية البروتستانتية.
إن الاتجاه السريع عن الهوية الكاثوليكية والتحول للادينيَّة في الجمهورية التشيكية يتناقض تناقضًا صارخا مع الوضع في بولندا أو سلوفاكيا أو المجر المجاورة والتي تشهد نهضة روحية كبيرة يث عاد إليها الملايين من سكان هذه الدول ويظهر ذلك في العودة للدين والتردد على الكنائس والصلوات.